# Мошинский, Маркос
Маркос Мошинский Бородянский (20 апреля 1921, Киев — 1 апреля 2009, Мехико) — мексиканский физик. Его работы в области физики элементарных частиц удостоены премии Принца Астурийского (1988) и премии ЮНЕСКО в области наук (1997).

## Биография
Родился в еврейской семье в Киеве. В возрасте трёх лет вместе с родителями Суней (Израилем) Мошинским (1890—1973) и Маней Бородянской (1897—1984) уехал в подмандатную Палестину, оттуда в Мексику, где получил гражданство в 1942 году.
Бакалавр в области физики Национального автономного университета Мексики (УНАМ). Защитил докторскую степень в области физики в Принстонском университете, где руководителем его работы был лауреат Нобелевской премии Юджин Вигнер.
В 1950-х годах изучал ядерные реакции, структуру атомного ядра и другие физические явления, сотрудничал со многими выдающимися физиками своего времени. После работы в парижском Институте Пуанкаре вернулся в Мехико, где продолжил работу профессором Национального университета (УНАМ).
В 1967 году Маркос Мошинский избран президентом Мексиканского физического общества. Редактор ряда международных научных обзоров, автор четырёх книг и значительного числа монографий. Автор еженедельной колонки в газете Excelsior о мексиканской политике.
Лауреат мексиканской Национальной премии по науке (1968), премии Луиса Элизондо (1971), премии Принца Астурийского (1988), премии ЮНЕСКО в области наук (1997), премии Юхимана да Плата (1997). Почётный доктор Франкфуртского университета имени Иоганна Вольфганга Гёте.
В его честь учреждена именная медаль, которой награждаются работающие в Мексике учёные за оригинальные результаты в теоретической физике.
В 1992 году подписал «Предупреждение человечеству».